# 西加勒比航空
西加勒比航空（英語：West Caribbean Airways）成立于1988年。其总部设在哥伦比亚麦德林的奥拉亚埃雷拉机场。2005年，西加勒比航空公司停止运营。

## 歷史
西加勒比航空公司最早由哥伦比亚商人Hassan Tannir创立于1998年12月29日，并于1999年11月13日正式开始运营；最早该航空公司仅收有4架Let L-410飞机，并且仅往返于圣安德烈斯岛和普罗维登斯岛。
2000年，西加勒比航空公司增开了使用ATR 42型飞机前往卡塔赫纳、蒙特里亚和巴兰基亚的哥伦比亚国内航线及前往巴拉德罗、巴拿马城、圣荷西的国际航班。次年，由于受到其他投资者注资，西加勒比航空公司总部迁址至麦德林，与哥倫比亞航空等航空公司形成了直接竞争关系。
西加勒比航空公司的航线数量自此之后逐年迅速上升，并且增购了两架麦道MD-82型飞机用于多条国内外航线。然而，2005年前后，西加勒比航空公司被指正遭遇明显的经济亏空；早在2004年，该航空公司即已亏损六十万美元。
2005年1月，西加勒比航空公司因14项安全问题受哥伦比亚航空局调查并罚款45000美元，这些安全问题包括飞行员训练不到位、飞行员飞行时间过长、航行日志未正确记录等。
同年3月25日，由该航空公司运营的9955号班机于普罗维登西亚岛埃尔恩布鲁霍机场起飞时坠毁，机上14人中9人死亡，导致该航空公司被迫接受了航空局的进一步调查。2005年5月，民航局对该航空公司早些时候的亏损展开调查。
同年8月16日，由该航空公司运营的708号班机坠毁于委内瑞拉，机上160人全部遇难。当时，西加勒比航空公司仅剩4架飞机：1架Let L-410，2架正在维护的飞机，于该次空难中被摧毁的MD-82。8月17日，西加勒比航空公司被民航局勒令终止运营。
2005年9月，西加勒比航空公司完全停止了运营和飞机维护。航空公司机组人员向乘客表示，由于经济状况不佳、公司已无能力履行其财务义务，该航空公司之后将不会再恢复运营。

## 航點
2005年結業前，西加勒比航空擁有以下航點：
- 國內線：亞美尼亞城、巴蘭幾亞、波哥大、卡利、卡塔赫纳、考卡西亞、奇戈羅多、庫庫塔、埃爾巴格萊、麥德林、蒙特里亞、普羅維登西亞島、貝里奧港、基布多、聖安德列斯、托盧及圖爾博

- 國際線：奥伦吉士达、巴拿馬城、圣荷西及波拉馬爾

## 事故
西加勒比航空公司在2005年先后遭遇两起空难，这也直接导致了该航空公司破產停業。这两起空难分别是8月16日的西加勒比航空708號班機空難和8月26日的西加勒比航空9955號班機空難。

## 機隊

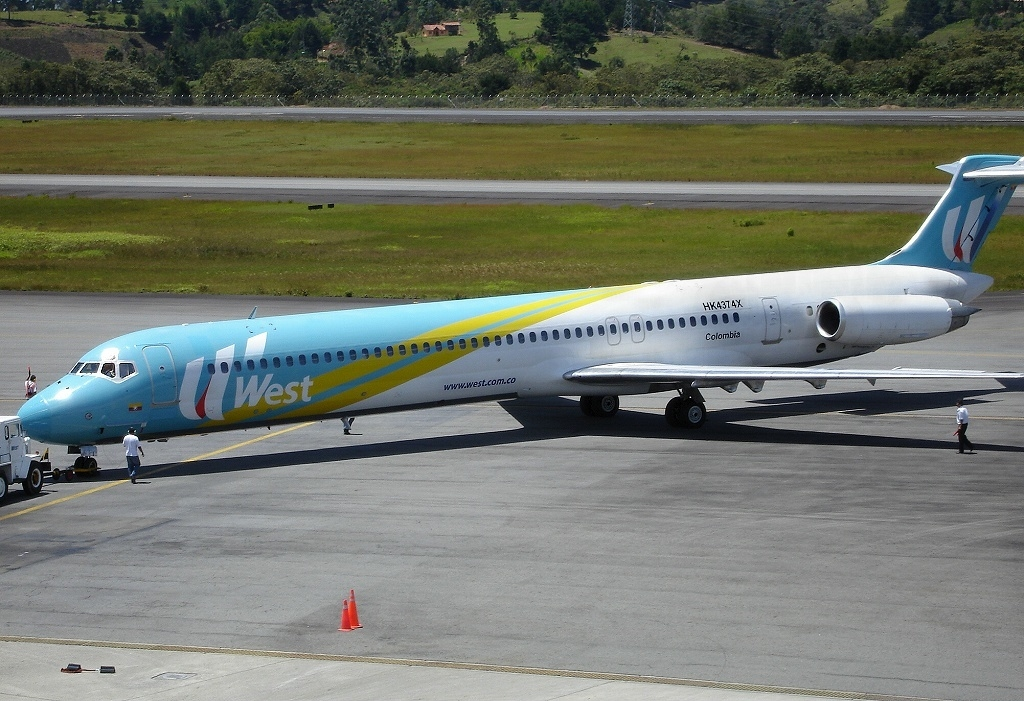
西加勒比航空708號班機空難之涉事客機，攝於2005年7月27日

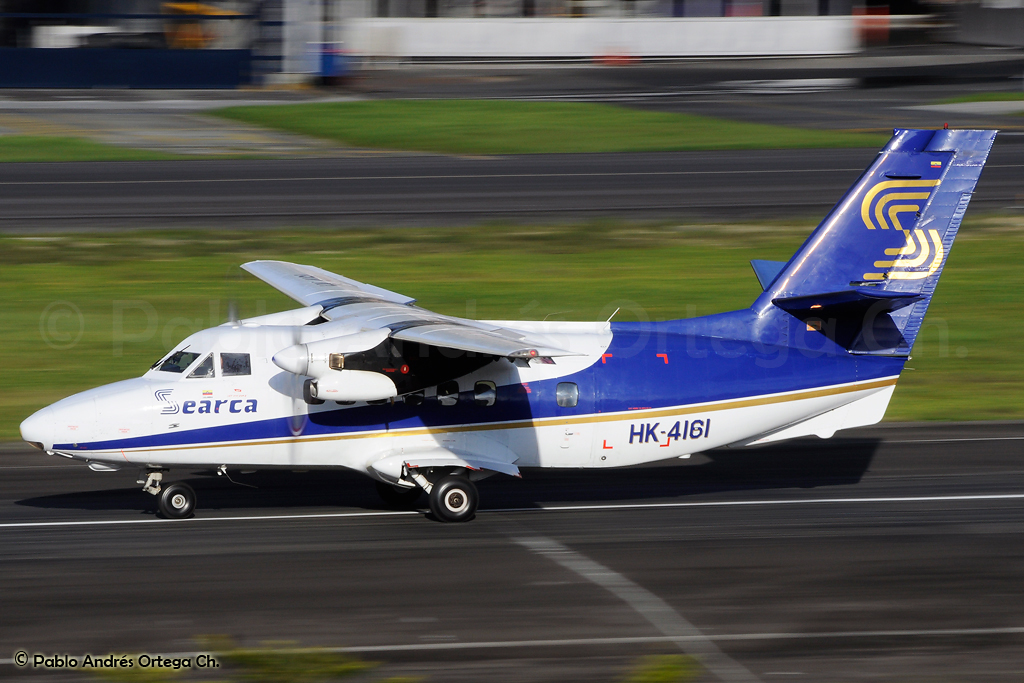
西加勒比航空9955號班機空難之涉事客機

2005年停止运营前，西加勒比航空擁有以下機隊：
| 飞机       | 总数 | 投入使用时间 | 退役时间 | 备注                                                                   |
| ---------- | ---- | ------------ | -------- | ---------------------------------------------------------------------- |
| ATR 42-300 | 1    | 2000         | 2005     |                                                                        |
| ATR 42-320 | 4    | 2001         | 2005     |                                                                        |
| Let L-410  | 8    | 1999         | 2005     | 一架在執行西加勒比航空9955號班機時墜毀於哥倫比亞                       |
| 麥道MD-81  | 1    | 2003         | 2005     |                                                                        |
| 麥道MD-82  | 2    | 2003         | 2005     | 一架墜毀於委內瑞拉，其餘兩架之后分別賣給了墨西哥國際航空及哥倫比亞航空 |